# 船橋市立古和釜中学校
船橋市立古和釜中学校（ふなばししりつ こわがまちゅうがっこう）は、千葉県船橋市松が丘三丁目にある公立中学校。通称は古和釜「こわがま」または「古和中」（こわちゅう）。

## 沿革
- 1972年（昭和47年）4月1日 - 高根台中学校より分離、船橋市立古和釜中学校として開校。

## 学内組織

### クラブ活動
- 美術部
- 陸上部
- テニス部
- 柔道部
- 吹奏楽部
- バレーボール部
- バスケットボール部
  - 1991年 - 女子部が全国中学校バスケットボール大会にて優勝。

## 著名な出身者
- 土屋伸之 - お笑い芸人（ナイツ）
- 弓岡真美 - 元タレント
- 小松優一 - シンガーソングライター
- 仙波以都 - 女優
- 山蔭ヒーロ - ラジオDJ
- 西川僚祐 -プロ野球選手
- 小宮山尊信 -元プロサッカー選手

## 交通
- 京成松戸線高根木戸駅 ⇒ バスで約5分・徒歩で約15分
- 京成松戸線・東葉高速線北習志野駅 ⇒ バスで約9分